# Bobsleigh aux Jeux olympiques de 1948
Pour des articles plus généraux, voir Bobsleigh aux Jeux olympiques et Jeux olympiques d'hiver de 1948.
Navigation
Garmisch-Partenkirchen 1936 Oslo 1952
Les épreuves de bobsleigh aux Jeux olympiques d'hiver de 1948 se déroulent du 30 janvier au 7 février 1948 au Stade Olympia Bobrun, à Saint-Moritz (Suisse). Le bobsleigh a toujours été programmé aux Jeux olympiques d'hiver depuis la première édition en 1924 à l'exception des Jeux olympiques d'hiver de 1960.
En bob à 2 masculin, le duo suisse Felix Endrich-Friedrich Waller remporte le titre olympique, tandis qu'en bob à 4 ce sont le pilote américain Francis Tyler et ses coéquipiers Patrick Martin, Edward Rimkus et William D'Amico qui gagnent la médaille d'or olympique.

## Podiums
| Épreuves       | Or                                                                    | Argent                                                                 | Bronze                                                              |
| -------------- | --------------------------------------------------------------------- | ---------------------------------------------------------------------- | ------------------------------------------------------------------- |
| Bob à deux H   | Suisse Felix Endrich Friedrich Waller                                 | Suisse Fritz Feierabend Paul Eberhard                                  | États-Unis Fred Fortune Schuyler Carron                             |
| Bob à quatre H | États-Unis Francis Tyler Patrick Martin Edward Rimkus William D'Amico | Belgique Max Houben Freddy Mansveld Louis-Georges Niels Jacques Mouvet | États-Unis James Bickford Thomas Hicks Donald Dupree William Dupree |

## Médailles
| Rang  | Nation     | Or | Argent | Bronze | Total |
| ----- | ---------- | -- | ------ | ------ | ----- |
| 1     | Suisse     | 1  | 1      | 0      | 2     |
| 2     | États-Unis | 1  | 0      | 2      | 3     |
| 3     | Belgique   | 0  | 1      | 0      | 1     |
| Total | Total      | 2  | 2      | 2      | 6     |